# Église Saint-Joseph d'Audierne
 (juillet 2015).
Si vous disposez d'ouvrages ou d'articles de référence ou si vous connaissez des sites web de qualité traitant du thème abordé ici, merci de compléter l'article en donnant les références utiles à sa vérifiabilité et en les liant à la section « Notes et références ».
L'église Saint-Joseph, est une église située dans le département français du Finistère, sur la commune d'Audierne.

## Description
Bâtie sur un terre-plein dominant la ville, l'église Saint-Joseph est de style italien du XVIIe siècle, en forme de croix latine, mesurant 48 mètres par 20 mètres et 26 mètres au transept. Son clocher au coin nord-ouest de la façade mesure 37 mètres de la base au sommet, couronné d'une galerie, d'un dôme lanternon, il est surmonté d'un paratonnerre et d'un coq. Les pierres de taille de Lézongar et du Juch composent l'ensemble de l'édifice.

## Histoire

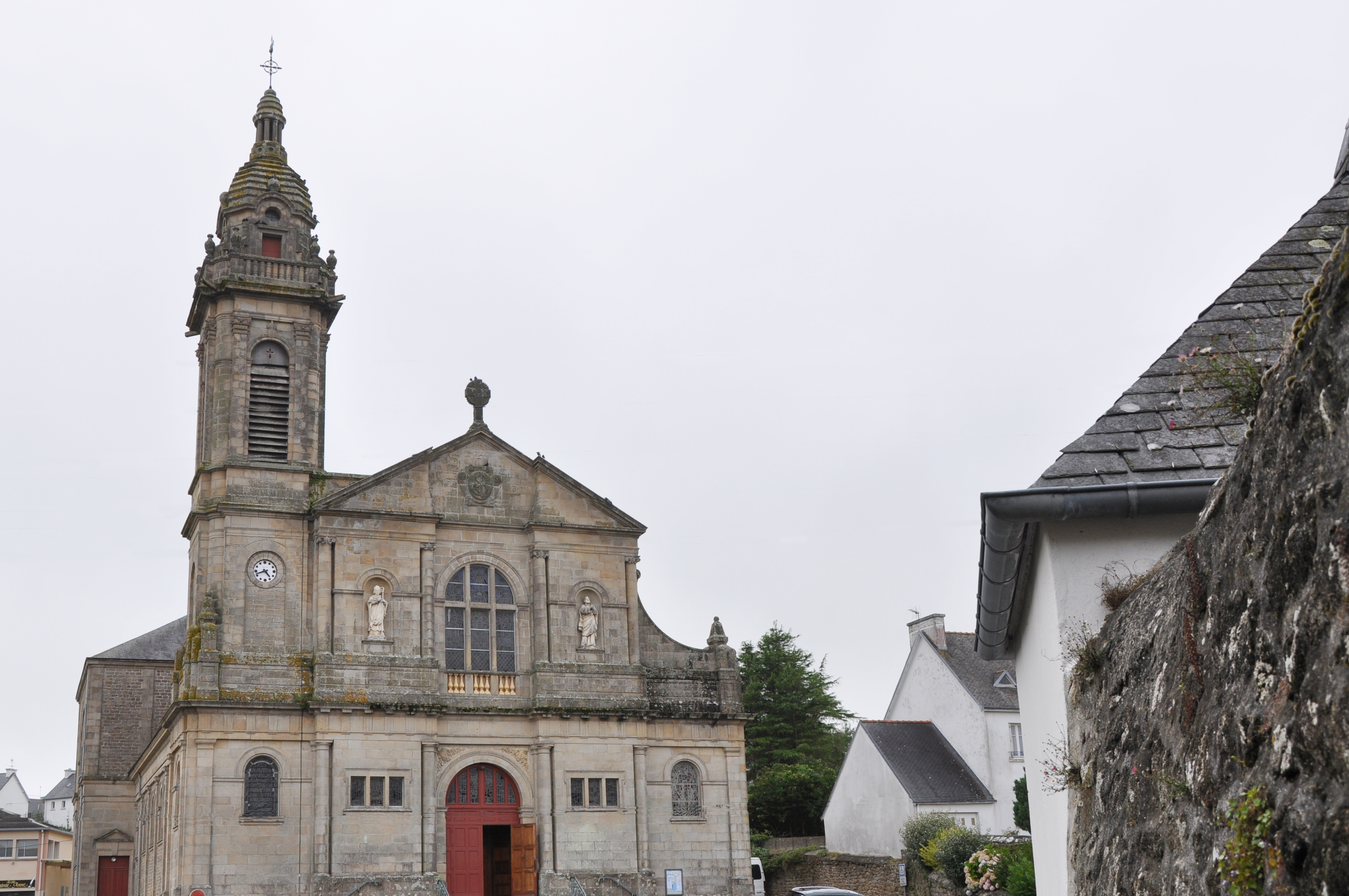
Église Saint-Joseph.

À la fin du XIXe siècle, Audierne comptait environ 4 000 habitants et nombre de marins étrangers y séjournaient, doublant ainsi la population au printemps et en été. Le projet d'une nouvelle église à Audierne émergea à partir de 1896. En effet, l'église Saint-Raymond fut bâtie alors que la population n'était que de 500 à 600 âmes. En 1898, la petite taille de l'église de Saint-Raymond attira l'attention du conseil municipal. En 1900, chaque messe rassemblait près de 900 personnes, laissant 200 autres à l'extérieur, et des problèmes d'hygiène n'amélioraient pas la situation, selon un rapport du docteur Hébrard. Malgré tout, les projets se succédèrent sans aboutir de 1896 à 1911.
L'année 1911 vit l'arrivée d'un nouveau recteur, l'abbé Corre, qui se lança solennellement la mission de réaliser la construction du nouvel édifice le 3 mars 1911. Le recteur entreprend l'acquisition d'un terrain, non loin du cimetière, en octobre 1911. La réalisation des plans sera confiée à l'architecte Charles Chaussepied et l'on fit appel à la charité pour obtenir les fonds désirés.
Le 29 juillet 1912 les travaux commencèrent, et la première pierre fut posée le 30 août de la même année, bénie par la suite par Mgr Duparc le 26 décembre 1912. En 1913, les travaux continueront mais le départ des ouvriers à la guerre en 1914 marquera un arrêt. De 1919 à 1922, le chantier ne reprendra pas pour cause de procès entre le recteur et l'entrepreneur de Morlaix, M. Mazé. Mais le recteur aura gain de cause et les travaux reprendront finalement le 6 septembre 1922 avec un nouvel entrepreneur, Pierre Coulommier. La maçonnerie sera achevée le 12 octobre 1923, la charpente en août 1924, la couverture en janvier 1925, les voûtes et le plafond en mai 1925, le dallage et le perron en août 1925.
Le 28 octobre 1925, la cérémonie de consécration de l’église Saint-Joseph avec pas moins de quatre-vingt dix prêtres et bienfaiteurs rassembla une foule très dense. Mais l'église ne possédait pas encore de clocher et un campanile fut provisoirement installé pour accueillir la première cloche en 1926. Grâce aux quêtes dominicales et aux emprunts, les travaux du clocher furent lancés en 1933, par l'entrepreneur J. Le Bars de Poulgoazec et il sera inauguré le 19 août 1934 avec trois nouvelles cloches supplémentaires.
En octobre 1955, la cérémonie de bénédiction des vitraux marquera véritablement l'achèvement des travaux de construction de l'église Saint-Joseph d'Audierne.

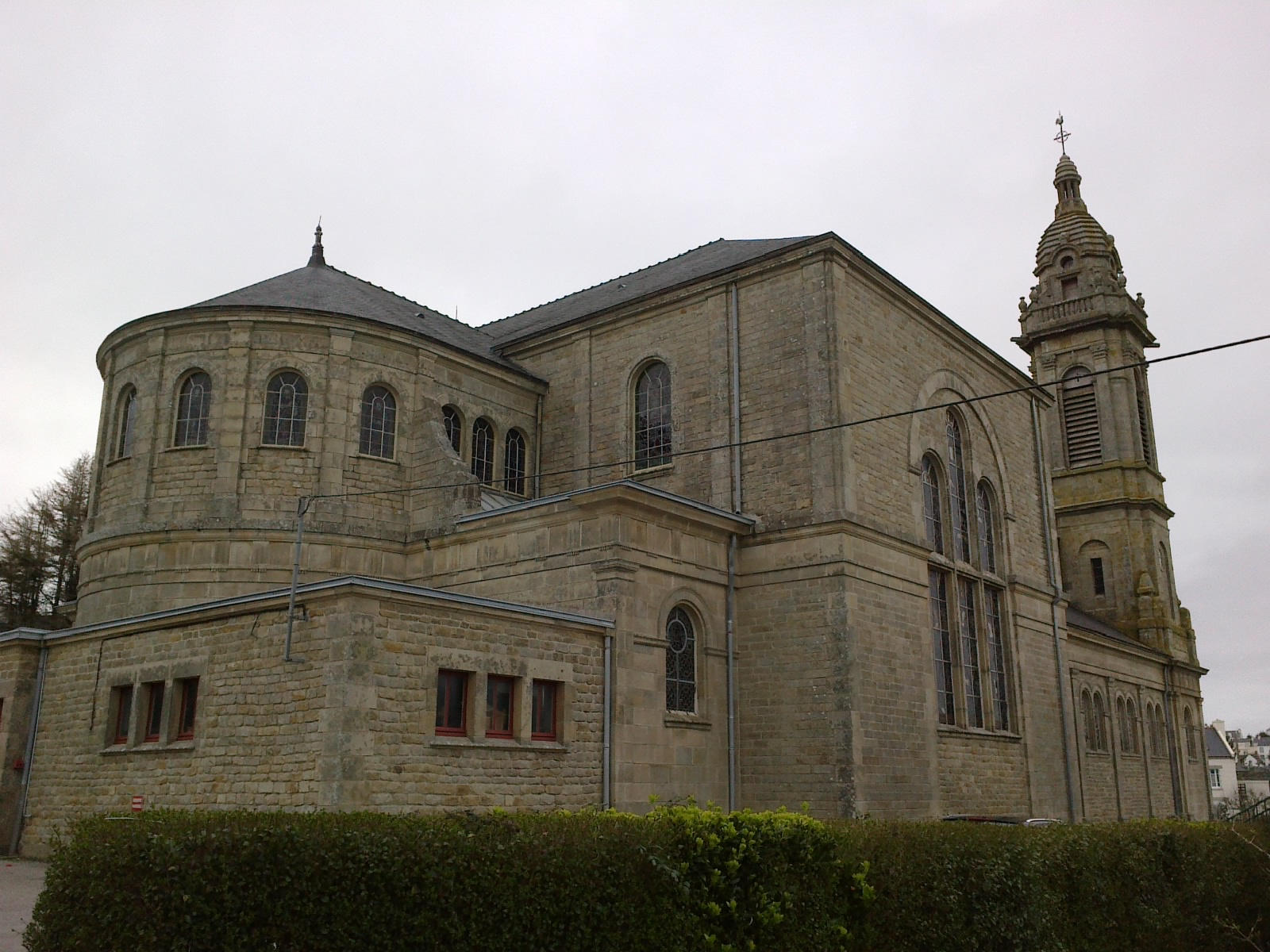
Église Saint-Joseph : le chevet et le flanc sud.
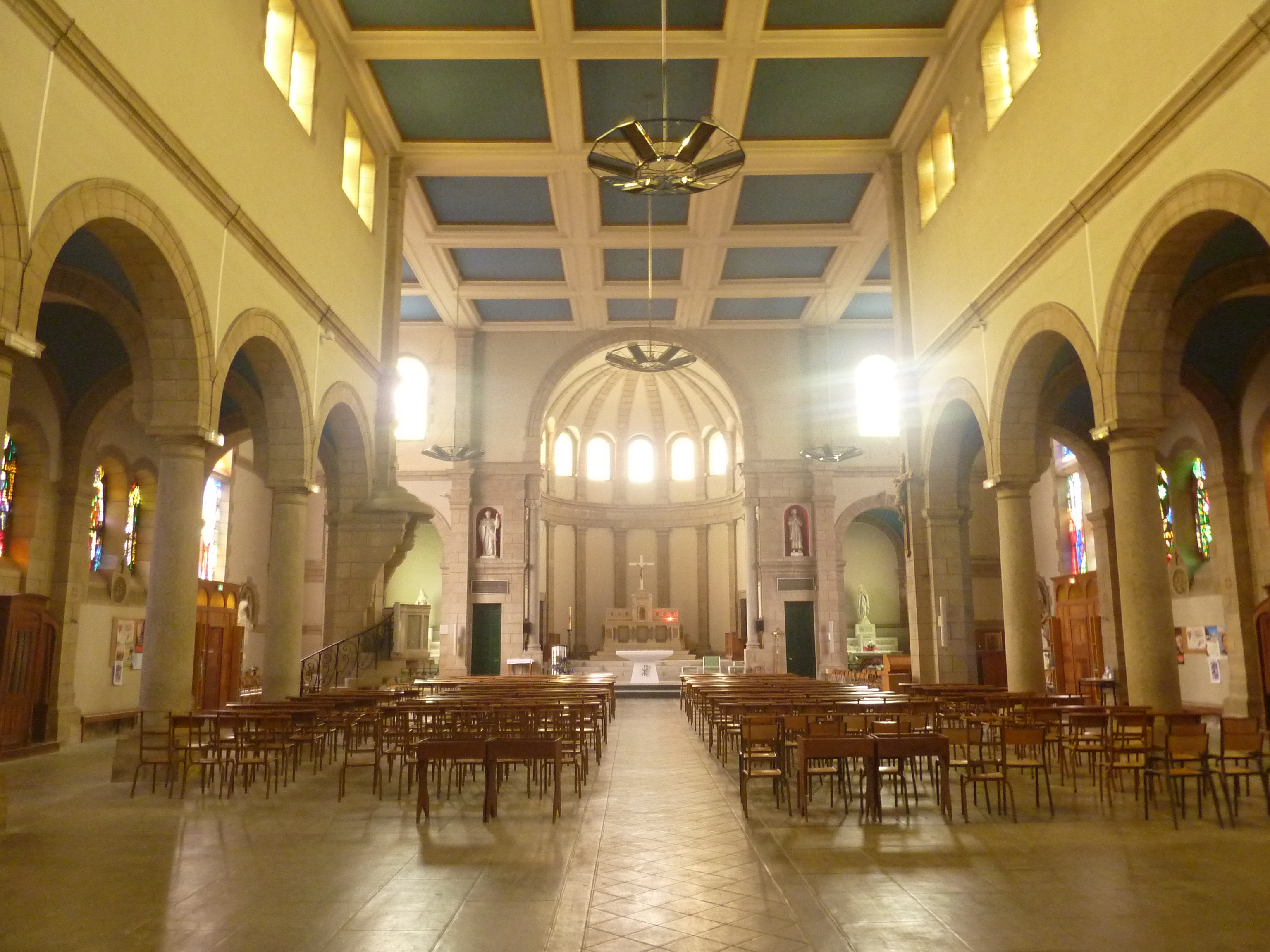
Église Saint-Joseph : vue intérieure d'ensemble 1.
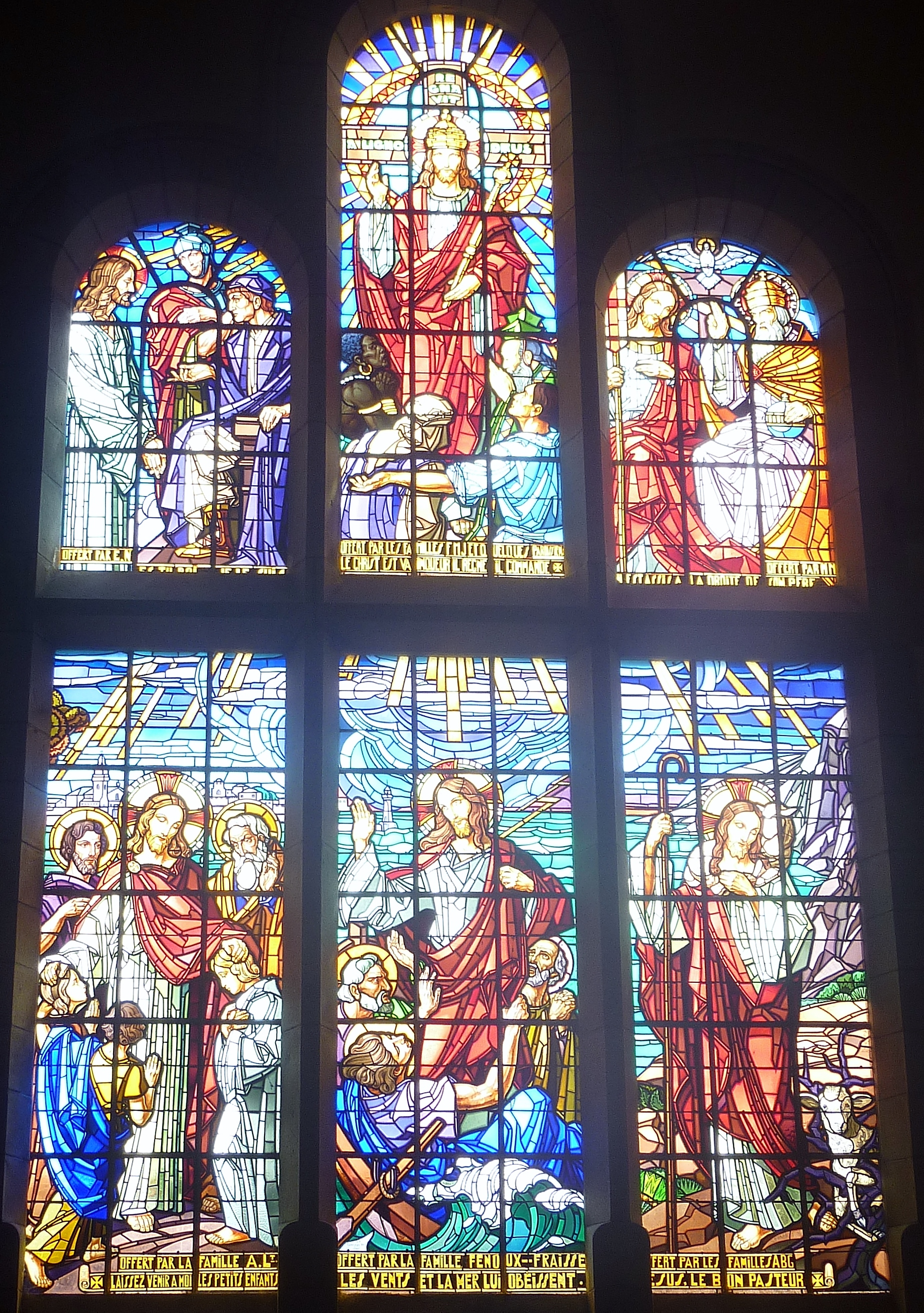
Église Saint-Joseph : un vitrail.
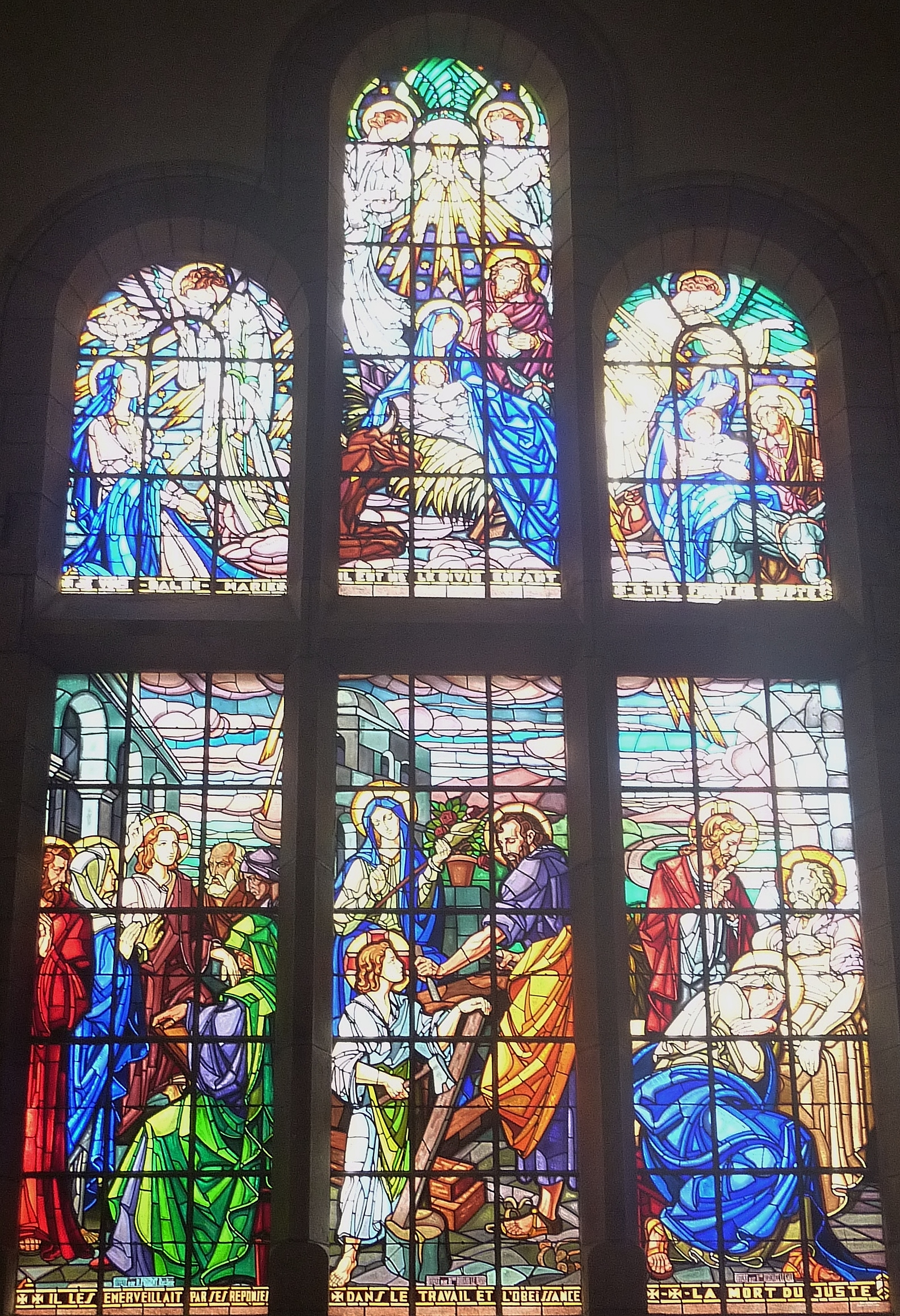
Église Saint-Joseph : un autre vitrail.
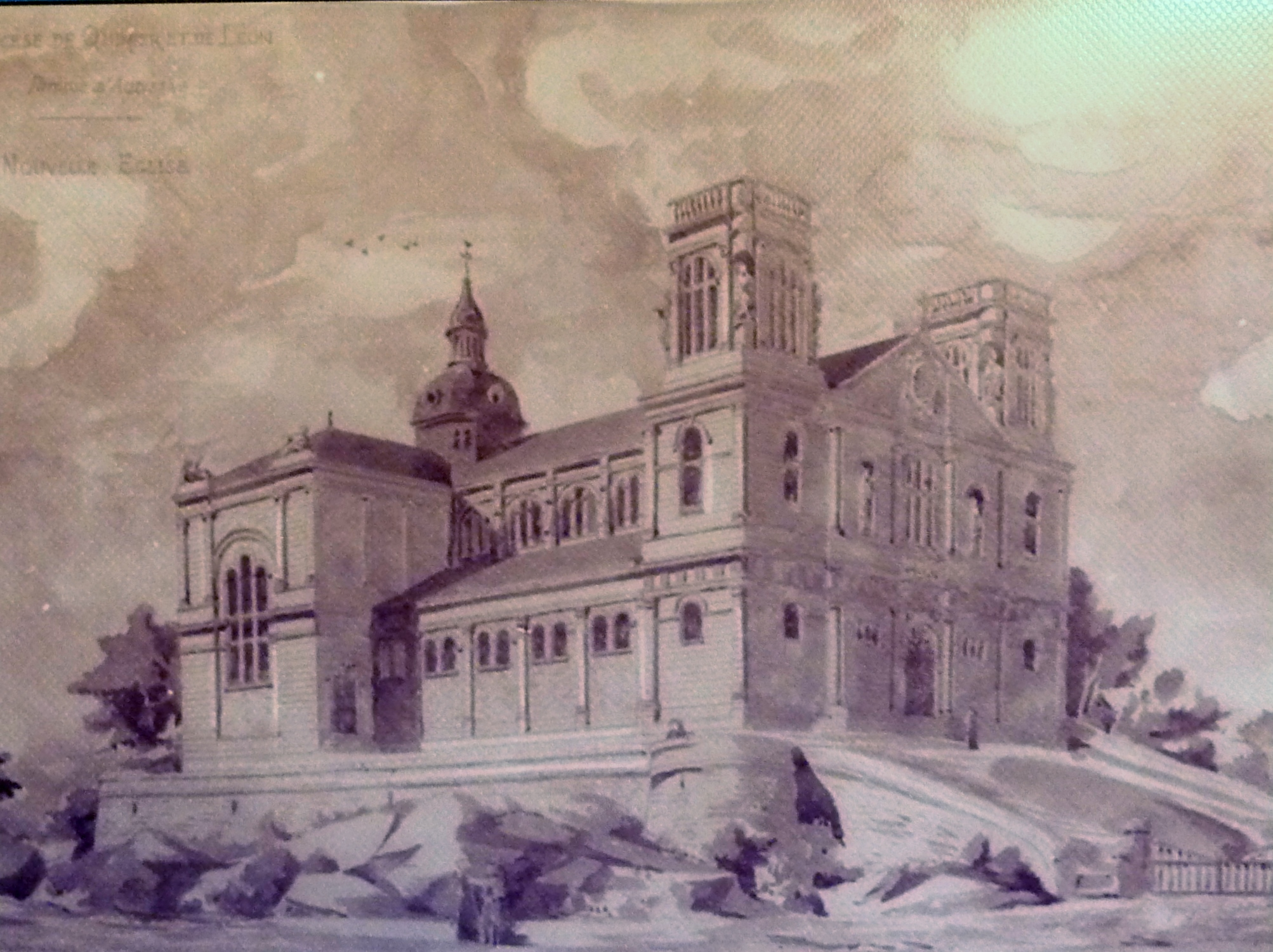
Projet de construction (Charles Chaussepied).